# Saint-Martin-l'Astier
 Saint-Martin-l'Astier  (en occitano Sent Martin l'Astier) es una población y comuna francesa, situada en la región de Aquitania, departamento de Dordoña, en el distrito de Périgueux y cantón de Mussidan.

## Demografía
| 119 | 128 | 120 | 140 | 152 | 137 |
| Para los censos de 1962 a 1999 la población legal corresponde a la población sin duplicidades (Fuente: INSEE [Consultar]) |     |     |     |     |     |